# Метаксас (дем Сервия)
Метаксас или Метакса (на гръцки: Μεταξάς) е село в Република Гърция, част от дем Сервия в област Западна Македония.

## География
Метаксас е разположено на 1060 m надморска височина, в планината Довра (Фламбуро), на 23 km южно от Сервия.

## История

### В Османската империя
В 1528 година Метакса има 119 домакинства с 536 жители.
Църквата „Свети Димитър“ е от 1848 година.
Александър Синве („Les Grecs de l’Empire Ottoman. Etude Statistique et Ethnographique“), който се основава на гръцки данни, в 1878 година пише, че в Метакса (Metaxa) живеят 600 гърци.
На Етнографската карта на Битолския вилает на Картографския институт в София от 1901 година Метакса е чисто гръцко село в Серфидженската каза на Серфидженския санджак с 85 къщи.
Според статистика на Серфидженския санджак на гръцкото консулство в Еласона от 1904 година в Метаксас (Μεταξάς), Серфидженска каза, живеят 600 гърци елинофони християни.

### В Гърция
През октомври 1912 година, по време на Балканската война, в селото влизат гръцки части и след Междусъюзническата война в 1913 година Метаксас остава в Гърция.
Населението традиционно произвежда жито, картофи и други земеделски продукти, като се занимава и със скотовъдство.
| Име          | Име          | Ново име | Ново име   | Описание                                                              |
| ------------ | ------------ | -------- | ---------- | --------------------------------------------------------------------- |
| Голда        | Γκόλντα      | Гурнес   | Γοϋρνες    | връх в Камбуница на И от Тригонико (Делино) на С от Метаксас (1395 m) |
| Микри Довра  | Μικρό Ντοβρά | Сократи  | Σωκράτη    | местност в Камбуница на И от Метаксас                                 |
| Магали Довра | Μεγ. Ντοβρά  | Папаяни  | Παπαγιάννη | местност в Камбуница на СИ от Метаксас                                |

| Година    | 1913 | 1920 | 1928 | 1940 | 1951 | 1961 | 1971 | 1981 | 1991 | 2001 | 2011 | 2021 |
| --------- | ---- | ---- | ---- | ---- | ---- | ---- | ---- | ---- | ---- | ---- | ---- | ---- |
| Население | 814  | 811  | 877  | 1141 | 1239 | 1318 | 956  | 666  | 593  | 410  | 226  | 204  |

## Личности
Родени в Метаксас
- Анагностис Бизиотас, гръцки революционер, участник във Войната за независимост
- Анастасиос (Тасиос) Мицу (Αναστάσιος, Τάσιος Μήτσου), Йоанис Георгиу (Ιωάννης Γεωργίου) и Стерьос Мициу (Στέργιος Μήτσου), участници в Гръцката война за независимост н 1821 година
- Фотис Янкулас (? – 1925), легендарен гръцки разбойник